# Дуглас Ленат
Дуглас Ленат (англ. Douglas B. Lenat) (1950—2023) — CEO Cycorp, Inc., Остін, Техас, і видатний дослідник штучного інтелекту, особливо машинного навчання (розробляв програми Automated Mathematician та Eurisko), системи представлення знань, «системи чорної дошки» та «конструювання онтологій» (програма Cyc).
Також він працював в військових проектах. Ленат також є членом AAAI.
В проекті Cyc Ленат намагався побудувати основу штучного інтелекту вручну записуючи знання формальною мовою, CycL, яка базується на численні предикатів першого порядку.

## Біографія
Ленат отримав ступінь бакалавра з математики та фізики у Пенсильванському університеті, а ступінь магістра з прикладної математики в 1972. Ступінь доктора філософії отримав від Стенфордського університету у 1976 (тези докторської опубліковані в Knowledge-based systems in artificial intelligence, разом з тезами докторської Рендела Девіса, McGraw-Hill, 1982). Його керівником був професор Едвард Фейгенбаум.
В 1976 Ленат почав викладання в університеті Карнегі-Меллон, і почав роботу над Eurisko, але в 1978 повернувся в Стенфорд для викладання. Його робота над Eurisko в 1982 привернула увагу DARPA та компанії MCC з міста Остін (Техас). В 1984 він залишив Стенфорд щоб почати роботу над Cyc, робота над яким перенеслась з MCC в Cycorp у 1994. В 1986, він оцінив зусилля з завершення Cyc в 250,000 правил та 350 людино років.
Станом на 2017 рік продовжує працювати з Cyc в Cycorp.

## Цитати
- «Прийде час коли сильно розширений Сус замінить всі програми. Але досягнення цієї мети може запросто зайняти наступні два десятиліття.»[12]

- «Як тільки ми будемо мати достатньо масивний набір інформації об'єднаний як знання, тоді людино-програмна система буде надлюдиною, в тому ж розумінні, в якому людство з писменністю є надлюдьми порівняно з людством без письменності.»

## Роботи
- Davis, Randall, and Douglas B. Lenat. Knowledge-Based Systems in Artificial Intelligence. New York: McGraw-Hill International Book Co, 1982. ISBN 978-0070155572
- Hayes-Roth, Frederick, D. A. Waterman, and Douglas B. Lenat. Building Expert Systems. Reading, Mass: Addison-Wesley Pub. Co, 1983. ISBN 978-0201106862